# Депутаты Верховного Совета СССР от Крымской АССР

Депутаты Верховного Совета СССР от Крымской АССР
Крымская АССР в составе РСФСР существовала до 30 июня 1945 года.
Депутаты от АССР избирались в Верховный Совет СССР 1 созыва 12 декабря 1937 года.
Согласно статьям 34, 35 Конституции СССР всего было 15 депутатов, из них 11 — по квоте Совета Национальностей, предоставляемой каждой Автономной ССР; 4 — по квоте Совета Союза, исходя из 1 депутата на 300 тысяч населения.
Персональный состав крымских депутатов был следующим:
Совет Национальностей
1. Арнаутов Роман Степанович
2. Ефремов Василий Петрович
3. Ибраимов Мемет Ибраимович
4. Исмаилов Амет Смаилович
5. Калиляев Неври
6. Меналиева Зейнаб
7. Менбариев Абдул Джелаль Хайрулла
8. Осипчук Алексей Степанович
9. Сеитов Якуб Маметович
10. Смирнов-Светловский Пётр Иванович
11. Шлегель Маргарита Христофоровна
Совет Союза
12. Замятин Павел Николаевич
13. Коккинаки Владимир Константинович
14. Супрун Степан Павлович
15. Щучкин Николай Иванович